# Російська ідея
Російська ідея — псевдонаукове поняття, що походить з історії російської філософії, що виражає історичну своєрідність і особливе покликання російського народу, часто вживалося в середовищі слов'янофілів. Поняття підкреслює оригінальність російської культури і історії, її відмінність від культури Заходу і Сходу, її національне російське походження. Вперше термін з'явився в XIX столітті в зв'язку з поширенням ідей панславізму, як спроба обґрунтування російської імперської політики та загарбницьких війн, які подавались як місія росіян на захист православ'я, а за фактом були спрямовані на розширення Російської імперії та поневолення сусідніх слов'янських народів.

## Походження поняття
Слов'янофіли, найвідомішими з яких вважаються історики М. Я. Данилевський, В. С. Соловйов, С. М. Булгаков, Ф. М. Достоєвський, Л. М. Толстой та О. С. Хомяков обстоювали російську цивілізацію як «особливий шлях Росії» на противагу західній цивілізації.
Російський історик М. Я. Данилевський виступав за розширення російської цивілізації шляхом об'єднання всіх слов'ян у Всеслов'янську федерацію на чолі з Росією зі столицею в Царграді (Константинополі). До новоутвореної федерації мали увійти як Наддніпрянська Україна, так і Галичина та Угорська Русь.
Сучасний російський учений, письменник, націоналіст, публіцист і громадський діяч Олег Платонов визначив російську цивілізація як особливий тип цивілізації, яка протистоїть європейській, західній цивілізації. Будь-яка цивілізація, вважає Платонов, — це замкнута духовна спільність, що розвивається за власною шкалою координат. Шкала координат у російської цивілізації — зовсім інша, ніж у західній. На його думку, західна цивілізація побудована на раціоналізмі і там переважає матеріальне над духовним та існує віра в те, що силою можна організувати і побудувати весь світ. Російська цивілізація — насамперед духовна. Парадигмою її є Православ'я. Православ'я як вище досягнення християнської віри.

## Критика
Російський теоретик марксизму і філософ Георгій Плеханов заперечував наявність таких особливостей російської духовності: «повне підпорядкування особистості інтересам держави не було викликано якимись особливими властивостями російського народного духу. Воно було вимушеним наслідком тих умов, при яких довелося вести боротьбу за існування російським людям… Раз виникнувши, цей наслідок сам став причиною, що сильно уповільнює подальший економічний і культурний прогрес Великоросії». Тобто, Плеханов характеризував особливості російської цивілізації як викликані важкими умовами проживання, що призвели до уповільнення культурного прогресу.